# Université d'Alger Benyoucef-Benkhedda
 (septembre 2018).
 (janvier 2014).
Si vous disposez d'ouvrages ou d'articles de référence ou si vous connaissez des sites web de qualité traitant du thème abordé ici, merci de compléter l'article en donnant les références utiles à sa vérifiabilité et en les liant à la section « Notes et références ».
L'université d'Alger Benyoucef-Benkhedda (en arabe : جامعة الجزائر بن يوسف بن خدة,  surnom : la « Faculté centrale d'Alger ») est une université algérienne se trouvant dans la capitale Alger. Première université algérienne, fondée en 1909, elle regroupe aujourd'hui sept facultés.

## Histoire
La tradition historique de l'enseignement supérieur en Algérie a commencé en 1832, avec la création de l'École des lettres d'Alger, comme moyen de garantir l'enseignement des langues arabe et française, dans le contexte de la conquête française de l'Algérie. En 1849, l'institution ouvre des campus à Oran et Constantine, et est formellement intégrée au système éducatif français ordinaire le 20 décembre 1879. Par la suite, l'École supérieure de médecine et de pharmacie est créée en 1833 (officialisée le 4 août 1857) ; en 1868 l'École des sciences, et; en 1879, l'École de droit. Tous étaient basés dans la ville d'Alger. En 1909, elles furent toutes transformées en facultés. Peu de temps après, la même année, les facultés s'unirent pour former l'Université d'Alger.

### Époque coloniale

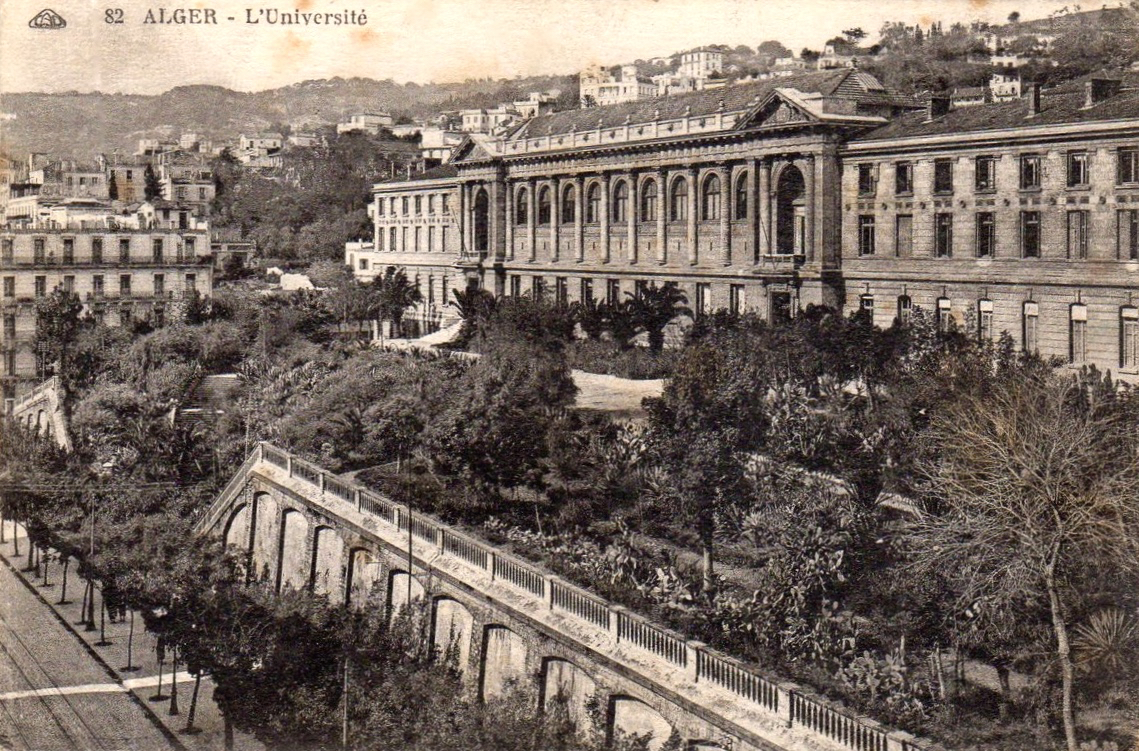
L'université d'Alger en 1920.

L'université d'Alger est fondée le 30 décembre 1909, permet aux étudiants de poursuivre à Alger des études supérieures complètes jusqu’au doctorat. L’Université d'Alger, l'une des 16 universités régionales françaises, répond à la fois à la volonté républicaine d'élévation du niveau de formation et à la politique coloniale : « Donner un enseignement à tous les enfants des nations qui contribuent au peuplement de l'Algérie ». En fait les exigences de la colonisation accordent à un nombre très limité d'Algériens musulmans d'entrer à l'Université, notamment pour fournir des cadres intermédiaires à la colonisation – tout comme dans l'armée française qui forme des officiers subalternes « indigènes » (le terme « indigène » signifiant simplement « de souche locale ».
Sur le plan démographique, l'université d'Alger accueille une trentaine d'étudiants « indigènes algériens » en 1914 (sur un effectif total d'environ 500), et une centaine par an de 1930 à 1939. Un nombre plus grand commence ou continue ses études supérieures en France métropolitaine, notamment à Paris (une trentaine en 1930, une cinquantaine en 1935), ou dans d’autres universités comme celles de Montpellier et Toulouse. L'université d'Alger est attractive, accueille des enseignants et des chercheurs de haut niveau, crée progressivement des laboratoires scientifiques, des bibliothèques et des instituts spécialisés. S'y ajoutent des écoles techniques comme l'École d’ingénieurs des travaux publics d’Alger en 1926. Comme les autres universités, celle d'Alger possède ses particularités liées à son environnement (études du droit musulman, de la langue arabe, géographie, etc.), qui témoignent aussi de la conscience qu'ont les universitaires de se trouver, en Algérie, à l'interface du monde européen et de la vaste civilisation arabo-musulmane.
Sur le plan syndical, l’AEMAN (Association des Étudiants de l’Afrique du Nord) est fondée en mars 1919. Ses deux premiers présidents, Belkacem Benhabylès et Mahdi Salah, devenus citoyens français, feront de brillantes carrières dans la magistrature française. En 1925, l’AEMAN devient une filiale autonome de sa rivale l’AGEA (dominée par les étudiants européens) et participe par l’intermédiaire de celle-ci à l’UNEF (Union Nationale des Étudiants de France). Cinq années de cordiale coopération aboutissent en 1930 à l’élection de  Ferhat Abbas, président de l’AEMAN, à la vice présidence de l’UNEF[réf. nécessaire]. 
L'installation du gouvernement français libre à Alger en 1943 et l'admission parmi les citoyens français de quelque 65 000  musulmans par le général De Gaulle donnent une importance nouvelle à l’Université d’Alger : elle est pendant deux ans l’Université de la capitale de la France. 
En 1945-1946, les étudiants musulmans d’Alger sont 360 (sur un effectif total d'environ 5 000), ceux de Paris plus de 350, dont une centaine d’Algériens.
En 1955-56, ces chiffres passent à 500 à Alger (11,4 % du total), 300 à Paris, au total plus de 1 400 étudiants musulmans algériens sur l'ensemble des territoires français. En 1961, les étudiants algériens se répartissent en trois groupes approximativement égaux : près d'un millier restés à l’Université d’Alger (18 % du total), un autre millier en France, un troisième dispersé en plusieurs pays. Leur croissance, à l’Université d’Alger, a été nettement plus rapide que celle des étudiants d'origine européenne au cours des années 1950 : on tendait vers une représentation enfin proportionnelle à l'ensemble des populations vivant sur le sol algérien.
Le 19 mai 1956, la section de Union générale des étudiants musulmans algériens (UGEMA) d'Alger lançait un appel à la grève illimitée des cours et des examens et au ralliement aux maquis de l'ALN .

### Attentat de l'OAS
Le 7 juin 1962, peu après midi, l'Organisation armée secrète (OAS) met le feu à l'aide de trois bombes au phosphore à la Bibliothèque universitaire, détruisant la quasi-totalité du bâtiment. Plusieurs centaines de milliers d'ouvrages sont la proie des flammes, et l'eau des pompiers contribue à en détruire d'autres. Sur les 600 000 livres présents dans la bibliothèque, environ 400 000 ont brûlé, les autres ont été conservés au lycée Okba pendant 2 ans. Le montant des dégâts est estimé à 7 milliards d'anciens francs.
Elle fut reconstruite par l'architecte Georgette Cottin-Euziol  et a rouvert ses portes, après 4 années de travaux, le 12 avril 1968. Jusqu'à ce jour, les fonds détruits n'ont pu être reconstitués.

### Après l'indépendance

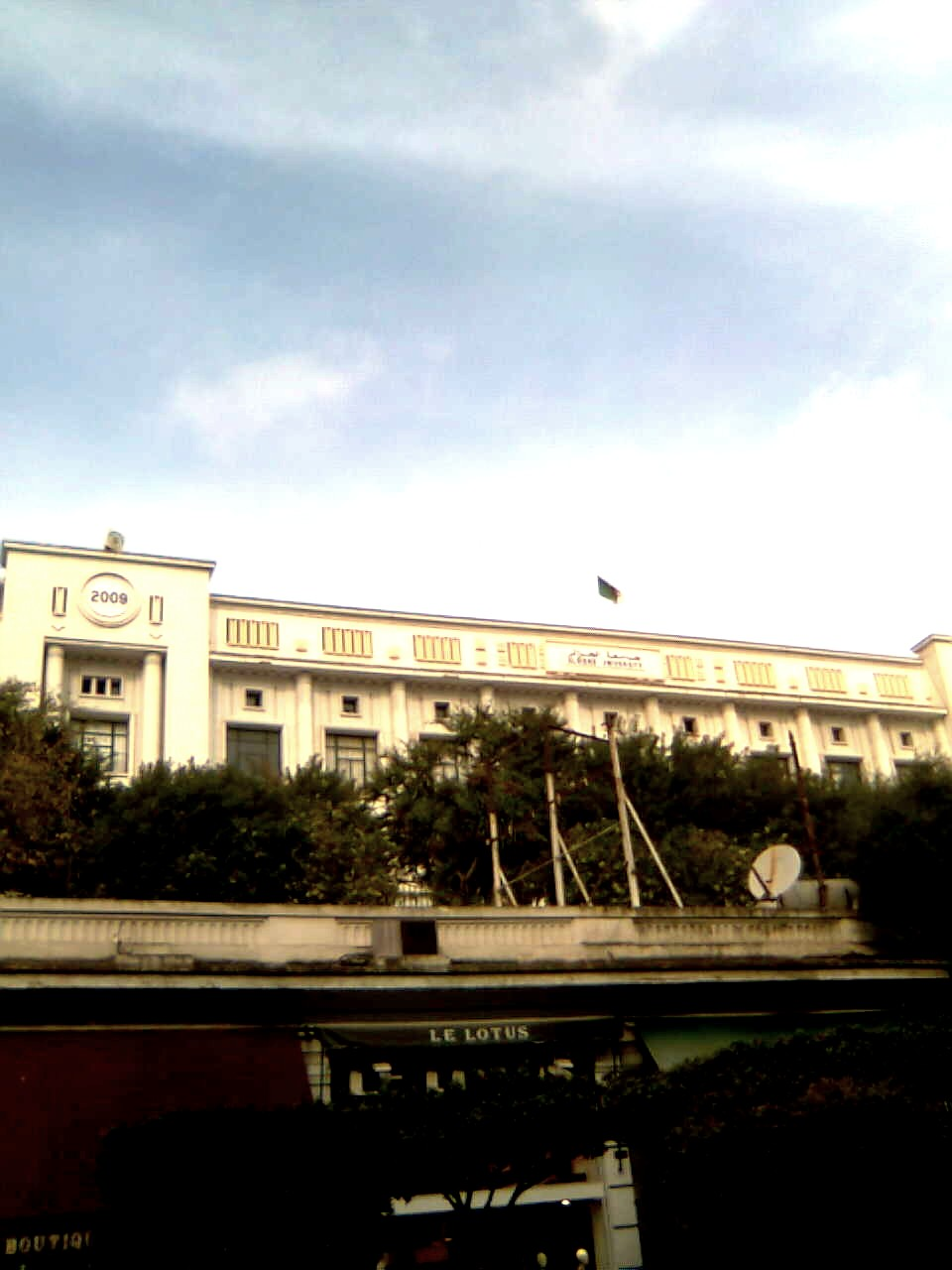
L'université d'Alger.

Après l'indépendance de l'Algérie, l'université s'est beaucoup redéveloppée, y compris avec l'aide de coopérants français (souvent d'anciens militants anti-colonialistes). La réforme de l'enseignement supérieur de 1971, entreprise par le gouvernement algérien, supprime (comme en France à la même époque) le système des Facultés et réunit les différentes disciplines par affinités, dans le cadre de Départements et d’Instituts. La réforme décrète l’arabisation progressive des disciplines, à commencer par certains enseignements des sciences sociales (dans un premier stade, la philosophie et l’histoire).
En 2015, face au délabrement des bâtiments, des universitaires et intellectuels demandent « le classement de l’université d’Alger dans son site originel de la rue Didouche Mourad avec son patrimoine matériel et immatériel comme monument historique appartenant au patrimoine national ». Le ministère de la Culture accède à leur demande le 3 juillet 2015.
En cette même période, l'université d'Alger, redevient encore une fois une université technique, qui propose entre autres, mathématiques et informatique, science de la nature et de la vie, science de la matière...

## Organisation
L'université d'Alger se compose de sept facultés :
- faculté des sciences regroupant quatre départements : sciences de la nature et de la vie, sciences de la matière, mathématiques et informatique situées au niveau de Alger-Centre rue Didouche Mourad (l'ancienne bâtisse de l'université d'Alger) et le département d'architecture située à Tafourrah ;
- faculté de droit (à Said Hamdine) ;
- faculté des sciences économiques, des sciences commerciales et des sciences de gestion (à Dely Ibrahim) ;
- faculté des sciences sociales et humaines (Bouzareah) ;
- faculté des sciences politiques et de la communication (Beni Messous et Ben Aknoun) ;
- faculté des lettres et langues (Alger-Centre et Bouzareah) ;
- faculté des sciences islamiques de Kharouba (ar) (El Magharia).

Initialement incluses, la faculté de médecine  (qui regroupait deux départements, médecine, et chirurgie dentaire)  et la faculté de pharmacie (composée de deux départements, département de pharmacie et département de pharmacie industrielle) sont transférées à la nouvelle Université des sciences de la santé en octobre 2024.
En 2009, l'université d'Alger a été subdivisée en 3 universités affiliées (modifiées en 2024), comme suit : 
- Université Alger I, composée de la faculté de droit, de la faculté des sciences islamiques et de la faculté des sciences (après la création de l'université des sciences de la santé en octobre 2024)[9] ;
- Université Alger II, qui regroupe la faculté des sciences sociales et humaines, la faculté des lettres et des langues, l’Institut d'Interprétariat (Traduction), l'Institut de bibliothéconomie et archive[9] et l'l'Institut d'Archéologie situé à Sidi Abdellah (commune de Mahelma) ;
- Université Alger III, qui regroupe la faculté des sciences économiques, des sciences commerciales et des sciences de gestion, la faculté des sciences politiques et de l'information, ainsi que l’Institut d’éducation physique et sportive (annexe situé à Sidi Abdellah).

## Personnalités liées à l'université

### Enseignants
- Louis Milliot (né à Bugeaud depuis 1962 Serraidi, près d'Annaba;  le 13 avril 1885-décédé à Vezelay: octobre 1961). Professeur de droit à la faculté d'Alger (élu doyen en 1934), puis de Paris, il était spécialisé dans l'étude du droit musulman, ce qui lui valut de diriger aux éditions du Jurisclasseur la publication de la jurisprudence chérifienne et Algérienne. Après la guerre, il fut professeur à la faculté de droit de Paris et à l'École Nationale d'Administration à Paris. Il est l'auteur de divers ouvrages: Étude sur la condition de la femme musulmane au Maghreb, Paris, J. Rousset, 1910, 331 p. (thèse de doctorat); L'association agricole chez les musulmans du Maghreb, Paris, Librairie nouvelle de droit et de jurisprudence, 1911, XVI-301 p ;Démembrements du habous, Paris, E. Leroux, 1918, 185 p.; Les terres collectives (Blâd Djem'â) : étude de législation marocaine, Paris, Leroux, 1922, VII-310 p.; L'œuvre législative de la France en Algérie (en collab. avec Marcel Morand, Frédéric Godin, Maurice Gaffiot), Paris, libr. Félix Alcan, 1930, 527 p; Introduction à l'étude du droit musulman, Paris, Sirey, 1953, 823 p.(« Le professeur Louis Milliot », in Revue internationale de droit comparé, 1963, no 1, p. 185-186 et dossier de membre de la Légion d'honneur, site Leonore).
- Fatima Zohra Ardjoune, première femme du monde arabe à devenir général. Cette Algérienne, docteure en médecine est en Algérie, la pionnière de la recherche de l'hématologie.
- Le juriste Walid Laggoune enseigne le droit constitutionnel au sein de la faculté de droit.

### Étudiants
- Fatima Zohra Ardjoune, première femme du monde arabe à devenir général. Cette Algérienne, docteure en médecine est en Algérie, la pionnière de la recherche de l'hématologie.
- Ahmed Benbitour, homme politique algérien, chef du gouvernement algérien entre le 23 décembre 1999 et le 26 août 2000.
- Houda Darwich, auteure algérienne.
- Hamid Grine, écrivain, ancien ministre de la communication.
- Albert Camus, écrivain, étudiant en faculté de philosophie de 1931 à 1936.
- Jean Négroni, acteur français.
- Ernest Charles Théodore dit Erwan Marec (Lorien: 3 novembre 1888-Nice: 21 septembre 1968).   Administrateur maritime à Annaba et archéologue, licencié en lettres à Alger puis docteur en lettres de l'Université d'Alger en 1958 à 70 ans. Il est l'auteur de nombreux travaux et fouilles sur le site archéologique d'Hippone: "Les fouilles d'Hippone", Bulletin de l'Académie des inscriptions et belles lettres, 1948; "Nouvelle inscription sur la carrière de Suétone, l'historien", Bulletin de l'Académie des inscriptions et belles lettres, 1953; "Hippone la Royale, cite d'Hippo Regis", Imprimerie officielle, Alger, 1954;"Monuments chrétiens d'Hippone, la ville de saint-Augustin", Paris, Arts et éditions graphiques, 1958; "Une maison à étage à Hippone, la villa dite du procurateur", Études africaines, 1969; "Une inscription grecque chrétienne d'Hippone", Bulletin de l'École française de Rome, 1978; plusieurs articles sur Saint-Augustin et sur la Cathédrale Saint-Augustin. (note biographique parue en 1970, dans la revue "Antiquités africaines" et dossier de membre de la Légion d'honneur, site Leonore).
- Maurice Bourdieu (1898-1986), né à Annaba, étudiant à la faculté de lettres, membre de l'Éducation nationale à Annaba.
- Benyoucef Benkhedda, homme politique et Pharmacien.
- Mohamed Seddik Benyahia, ancien ministre des affaires étrangères.
- Lakhdar Brahimi, diplomate et ancien ministre des affaires étrangères.
- Elias Zerhouni, médecin algéro-américain.

### Recteurs
- 1937-1940 :Pierre Martino
- 1940-1943 : Georges Hardy
- 1946-1952 :Pierre Martino
- 1962 : Henri Gauthier
- 1963 : André Mandouze
- -1970 :Ahmed hamid bensalem
- 1970- ? : Rachid touri
- ? : Youcef Mentalecheta
- 1986-1990 : Noureddine Toualbi-Thaâlibi
- 1991-1994 : Amar Sakhri
- 1996-2015 : Tahar Hadjar
- 2015-2018 : Hamid Bencheniti
- 2018-2022 : Abdelhakim Bentellis
- 2022- au cours :  Fares Mokhtari